# Váradi József (közgazdász)
Váradi József János (Debrecen, 1965. szeptember 21. –) magyar üzletember, a Wizz Air Holdings társalapítója, elnök-vezérigazgatója és a Wizz Air Hungary vezérigazgatója. Váradi tagja a Wizz Air Hungary Airlines igazgatótanácsának.
Vagyonát 2024-ben 29 milliárd forintra becsülték, a 100 leggazdagabb magyarról készített összeállítás a 87. leggazdagabbként tartotta számon. Váradi, a Befolyás-barométer 2016-os top 50-es listáján a 29. helyet foglalta el.

## Kezdeti évek, tanulmányok
Nehéz körülmények között nőtt fel, szülei a napi léttel küzdöttek. Édesapja 1956-ban részt vett a forradalomban, ezért a börtönt is megjárta, majd alkalmi munkákból tartotta fenn családját.
Váradi 18 évesen került Budapestre, 1985-től 1989-ig a Marx Károly Közgazdaságtudományi Egyetemre járt, 1989-ben végzett közgazdászként ipar-gazdálkodási szakon. 2014-ben a University College London  (UCL) egyetemen LLM mesterfokozatot szerzett.

## Életút a Wizz Air előtt
Végzés után a Tiszai Vegyi Kombinátnál dolgozott elemző munkakörben, majd 1990-1991 között az Akzo Coatings (Hungary) JV vállalatnál kereskedelmi osztályvezető. 1991-től 1992-ig a Procter & Gamble kereskedelmi képviselője a keleti-magyarországi régióban, majd projektmenedzser az új kereskedelmi csatornák kiépítésével kapcsolatos feladatokban. 1993 és 1995 között unit manager szervezetépítés és üzleti menedzsment feladatkörökben, később key account menedzserként nemzetközi kereskedelmi láncok kialakításával foglalkozott. 1995-től 1997-ig a Procter & Gamble rotterdami központjában dolgozott ügyfél-marketing menedzserként. 1998-1999 között az üzleti szektorok piaci stratégiájáért felelt Magyarország, Horvátország és Szlovénia vonatkozásában. 1999 és 2001 között kereskedelmi igazgató Magyarország és Szlovénia területén. 2001 februárjában lett a Malév kereskedelmi vezérigazgató-helyettese, majd 2001. július 2-tól vezérigazgatója, melyet 2003. március 31-ig töltött be.

## A Wizz Air alapítása és fejlődése
2003-ban a Medgyessy-kormány elmozdította tisztségéből, ezt követően még abban az évben öt üzletemberrel  megalapította Közép- és Kelet-Európa legnagyobb diszkont légitársaságát, a Wizz Airt.
A Wizz Air megalapításától, kezdve Váradi élete mind tulajdonosként, mind első számú vezetőként, vezérigazgatóként, teljesen összefonódott az légitársaságéval.
A Wizz Air központi irodája Budapesten, míg cégközpontja Genfben nyílt meg. 2018-ra a legnagyobb légitársasággá vált Közép- és Kelet-Európában, évente több mint 34 millió utast szállított, flottája 105 repülőgépből állt. Az indulást követően a fapados légitársaság a nemzeti légitársaság, a Malév, belföldi piaci részesedését több, mint egyharmadával csökkentette.
2018-ban belépett az osztrák piacra is. Váradi 2018. január 23-án a La Repubblica olasz napilapnak elmondta, hogy érdekli az olaszországi Alitalia légitársaság is, de csak a rövid- és a közepes távolságok vonatkozásában.
A Wizz Airnek Ukrajnában leányvállalata van. A Brexit miatt Nagy-Britanniában is folyamatban van egy leányvállalat létrehozása. E lépés elkerülhetetlenségéről győződött meg, miután találkozott az Egyesült Királyság miniszterelnökével, Theresa May-jel, hogy megvitassák a valószínű brit kilépéssel kapcsolatos légiközlekedési aggályokat. Váradi 2019 novemberében is hangoztatta, hogy a BREXIT nem lesz különösebb hatással a légiközlekedésre, London marad továbbra is a világ legnagyobb légiutazási piaca.
A 2019. második felében felerősödött repüléssel szembeni környezetvédelmi aggályokat, melyek a „flight shame” (repülési szégyen) mozgalomban öltöttek testet, avval vetette el, a Bloomberg felvetésére, hogy elmondta, a Wizz Air a legzöldebb légitársaság. Ezt az egy utasra vetített károsanyag-kibocsátási szintet alapul véve jelentette ki, hozzátéve, hogy 2030-ig további 30 százalékkal csökkentik a fejenkénti károsanyag-kibocsátást. Ugyanakkor – a Lufthansát például említve – a business osztályon repültető, nem hatékony légitársaságokat kárhoztatta az elavult technológiákkal történő, náluk jóval nagyobb fajlagos környezeti kárt okozó, gyakorlatuk miatt.

## Pandémia és túlélés
2020 elejére a Covid19-pandémia első hulláma fokozatosan ellehetetlenítette Európában is a légiközlekedést vis maior helyzet állt elő. Váradiék kénytelenek voltak  egyötödével leépíteni a létszámot a légitársaságnál, jól lehet a Wizz Air forgalma esett vissza viszonylagosan a legkevésbé Európában, 2020 áprilisában az utasszámok alapján a kontinens legjobban teljesítő diszkont légitársasága volt. Emellett Váradi  többszöri miniszteri szintű tárgyalását követően a magyar kormány stratégiai partnere lettek, a Kínából beszerzett, az egészségügyi védekezéshez szükséges eszközök Magyarországra szállítására légihidat létesítettek a két ország között. A "fantasztikus teljesítményt" a magyar külügyminiszter személyesen köszönte meg Váradiéknak. Emellett a külföldön rekedt, rendelkezésre álló közlekedési eszköz híján hazajönni nem tudó, számos magyar állampolgárnak is hazatérési lehetőséget biztosítottak. 2020-ban végül 16,6 millió utast szállítottak, mely a bázis év 40 millió utasának mindössze 42 százalékát jelentette. A konkurens Ryanairnél ezt is 8 százalékkal múlta alul a forgalomcsökkenés. Ugyanakkor 260 új útvonalat és 13 bázist nyitottak meg, az egyiket közülük London második legnagyobb repterén, a Gatwicken.
Váradi, 2021 tavaszán, amikorra a koronavírus-járvány harmadik hulláma is megérkezett, légitársaságát a befektetők egyik "ritka reménysugarának" nevezte. Kijelentette, hogy bízik a légiközlekedés helyreállásában 2024-2025-re és ezért, egyedüli légitársaságként, ők nem állnak le a befektetésekkel, amit azért is megengedhetnek maguknak, mert az egész iparágban nekik a legmagasabb a likviditásuk. Befektetéseik a flottafejlesztésre és repülőterek építésére irányulnak, az utóbbiak közül elsőként a brassói légikikötő megnyitására készülnek.

## Fellendülés
2021 áprilisában megkezdték a repülést a Wizz Air Abu Dhabi bázisáról is, mely az Egyesült Arab Emírségeket, és az azt környező arab országokat köti össze az Európával. Váradi tavaszi prognózisa szerint összességében nyárra már elérik a tavalyi forgalmat.
2021 júliusára valóban sikerült elérniük a 2019-es kapacitásukat, ekkorra már a 140 repülőgépből álló flottájuknak az évtized végére 500 repülőgépre történő növeléséről beszéltek. Ezzel egy időben a Wizz Air tett egy 100 millió fontos (mintegy 42 milliárd forintos) bónuszfelajánlást Váradinak, melyet akkor fizetnének ki neki, ha a jelenlegi  45 font körüli szintről öt éven belül 120 fontra sikerülne a vállalati részvények értékét feltornásznia. A bónusz kifizetésének további feltétele a 20 százalékos összetett éves növekedési ütem elérése. Amennyiben a növekedési ütem csak 10 és 20 százalék közé esne, akkor 20 és 100 millió font közötti bónuszt kaphatna a vezérigazgató. A hír hallatán londoni pénzügy körökben olyan befolyásos, befektetőket képviselő szervezetek, mint az Institutional Shareholder Services, vagy a Glass Lewis, óva intette a Wizz Air befektetőit a javaslat elfogadásától, míg a befektetői szövetség vörös riasztást adott ki az ügyben. Ugyanakkor Bill Franke, a Wizz Air igazgatótanácsának elnöke és egyben legnagyobb befektetője, védelmébe vette ajánlattervüket, mondván, Váradi a legjobb cégvezető a légiközlekedési szektorban, motiválni kell, hogy a cégnél maradjon. Éppen ezért semmi problémájuk azzal, hogy adott esetben kifizessék a bónuszt.
2021 augusztusában Váradi bejelentette, hogy 2030-ig 4600 új pilótát kívánnak munkába állítani, ennek első részeként csaknem 500 pilótát képeznek ki, illetve vesznek fel már 2021 végéig.

## Háború
A 2022 februárjában megindított orosz invázió Ukrajna ellen, a Covid19-pandémiát követően, ismét alapjaiban rázta meg a légiközlekedést. Súlyosbította a helyzetet, hogy a világjárvány miatt elbocsátott dolgozók nagyrészét nem sikerült visszacsábítani.
A háború kezdetét követően egy hónappal sokkolóan megugrott a kerozin ára. Váradi már ekkor prognosztizálta, hogy a "gyengéket" ez térdre kényszerítheti. Májusban újabb megszorítás sújtotta a légitársaságokat, felkerültek a kormány extra befizetéses listájára, melyen korábban nem szerepeltek. Ugyanakkor versenytársaival szemben nem tartotta kigazdálkodhatatlannak ezt az extraprofitadót, kijelentette, hogy az eltörpül az elszállt kerozinárak mellett, nem építették be a jegyárakba.
Júniusban a Wizz Air, többek között az ellátási-láncbeli nehézségek és az emelkedő üzemanyagköltségek miatt az előző évinél nagyobb éves veszteségről hozott nyilvánosságra jelentést, a jövő tekintetében ugyanakkor pozitív hangot ütöttek meg. A kialakult helyzetben, Váradi arról beszélt, hogy néha a fáradtság ellenére is szükség van az extra erőfeszítésekre a dolgozók részéről. A hatalmas tiltakozást kiváltó kijelentésre reagálva az Európai Unió Repülésbiztonsági Ügynöksége vizsgálatot indított az ügyben.
2022. októberében Váradi arról beszélt, hogy az orosz–ukrán háború ugyan stresszfaktor az iparág számára, de a kialakuló, kevésbé fizetőképes, kereslet némileg még kedvez is a diszkont-légitársaságnak, mivel az utasok még inkább a megfizethetőbb viteldíjak felé orientálódnak. Optimisták, melyet alátámaszt pénzügyi stabilitássuk és erős likviditásuk, melynek biztosítására 1,6 milliárd eurónyi készpénzzel rendelkeznek.
A Wizz Airnek négy légitársasága van: a legnagyobb a magyarországi, de ott vannak Máltán, az Egyesült Királyságban és az Egyesült Arab Emírségekben is. Az elnök-vezérigazgató szerint a Wizz Air napjainkra már egyértelműen Magyarország nemzeti légitársasága szerepét tölti be.

## Környezetvédelem
Váradi a  környezetvédelmet stratégiai fontosságú kérdésként  kezeli. A 2019. második felében felerősödött repüléssel szembeni környezetvédelmi aggályokat, melyek a "flightshame" (repülési szégyen) mozgalomban öltöttek testet, azzal utasította el, hogy a Wizz Air a legzöldebb légitársaság. Kijelentését a fajlagos károsanyag-kibocsátási szintek összehasonlítása alapozta, és hozzátette, hogy 2030-ig további 30 százalékkal csökkentik a fejenkénti károsanyag-kibocsátást. Ugyanakkor a business osztályon is repültető, nem hatékony légitársaságokat kárhoztatta az elavult technológiákkal történő, náluk jóval nagyobb fajlagos környezeti kárt okozó, gyakorlatuk miatt, példaként a Lufthansát konkrétan is megemlítette.
2022 májusában Váradi bejelentette, hogy az Airbus-szal közös pilot-projektjük keretében célul tűzik ki azt, hogy 10-15 éven belüli átálljanak a fosszilis energiáról a hidrogénmeghajtásra. Ugyanezen év novemberében  megállapodást kötöttek az osztrák OMV energetikai vállalattal, miszerint 2023 és 2030 között közel 185 ezer tonnányi fenntartható repülőgép-üzemanyagot (angolul SAF, azaz "sustainable aviation fuel") vásárolnak tőlük. A Nemzetközi Légi Szállítási Szövetség (IATA) becslése szerint a SAF mintegy 65 százalékkal járulhat hozzá a légiközlekedési ágazat által a 2050-re elérendő nettó nullához szükséges kibocsátáscsökkentéshez.
A SAF szerződés megkötését megelőzően néhány nappal a Wizz Air elnyerte az Év Globális Fenntartható Légitársasága díjat. A címet a CAPA (Centre for Aviation) első alkalommal a 2022-es ázsiai légi közlekedési és fenntarthatósági kiállításon (Asia Aviation Summit and Sustainability Expo 2022) megrendezett díjátadón Szingapúrban adta át. A Wizz Air a globális elismerés mellett az európai, közel-keleti és afrikai (EMEA) régió kategóriájában is elnyerte Az Év Fenntartható Légitársasága díjat. A díjak kapcsán Váradi kijelentette, hogy az "itt és most" elérhető technológiára és innovációkra összpontosítva továbbra is elkötelezettek amellett, hogy a Wizz Air váljon a legkörnyezettudatosabb légiközlekedési választássá. Megerősítette, hogy folyamatosan csökkentik az utasok fajlagos szén-dioxid-kibocsátását, és 2030-ra, majd azt követően is, képesek lesznek elérni a kitűzött fajlagos szén-dioxid-csökkentést. 2023-ra vonatkozóan kijelentette, hogy ők repülik a leghatékonyabb flottát nemcsak gazdasági, de környezetvédelmi szempontból is.
A Wizz Air harmadik alkalommal is elnyerte a Legfenntarthatóbb Diszkont Légitársaság címet a World Finance Sustainability Awards 2023-as díjátadóján.

## Magánélet
Nős, felesége Váradi-Bóta Kinga (1977) világbajnok, olimpiai ezüstérmes kajakos, a Budapesti Olimpia Mozgalom a Magyar Sportért Alapítvány (BOM) főtitkára.

## Díjak
- 2007-ben az Ernst & Young tanácsadócég Az Év Üzletembere díj választásán A merész újító különdíjat kapta meg.
- 2009-ben a Figyelő TOP 200 Gálán az Előző évtized leginnovatívabb vezetője különdíjat kapott.
- 2017-ben a Menedzserek Országos Szövetsége Az Év menedzsere címmel tüntette ki.
- 2017-ben az Ernst & Young tanácsadócég Az Év Üzletembere választásán a fődíjat kapta meg.
- 2018-ban a Közép- és Kelet-Európába év vezérigazgatója címet nyerte el.[55]
- 2018-ban elnyerte a CAPA Év Repülési Igazgatója díjat.[56]
- Ugyancsak 2018-ban Váradi képviselte Magyarországot az "Év európai vállalkozója" versenyen Monte Carlo-ban.